# Brutidi Níger
Brutidi Níger (en llatí Brutidius Niger) va ser un magistrat romà.
Va ser edil l'any 22 i un dels acusador de Dècim Silà. És segurament el mateix Brutidius del que parla Juvenal en el seu relat sobre la caiguda de Sejà i potser el mateix Brutidi Níger que menciona Sèneca, que va preservar dos passatges dels seus escrits relatius a la mort de Ciceró.